# 生员
生員，俗稱秀才，雅稱弟子員，是中國、朝鮮半島、越南的科舉中經過院試，得到官學入學資格的士人，也是士大夫的最基層。對太學的監生稱太學生、弟子員；地方官学（府、州、縣）生員也稱庠生，又有貢生、監生等名目，統稱諸生。
进入官学的学生需要进行被称为“入泮”的入学仪式。明代採文武合一教育，從明初起學生員都必須學習弓射，為古射禮之延續。

## 簡介
明、清時俗稱秀才，又稱相公。得到秀才資格，是進入士大夫階層的最低門檻。成為秀才即代表有了「功名」在身，在地方上受到一定的尊重，亦有各種特權，例如免除徭役、見知縣時不用下跪、知縣不可隨意對其用刑、遇公事可稟見知縣等等。十六世紀初，全國生員總數有三萬五六千名。但生員必須不斷參加考試，如歲考，兩年舉辦一次，成績分六等；一、二等賞為「科舉生員」，可參加「科考」，科考一、二等可取得鄉試的資格；歲考三等無升降，歲考第六等則黜革。
生員中，有部份人是貧窮家庭出身，但是得到生員功名不一定可以帶來財富。除了如廩生有少數津貼之外，生員並沒有俸祿，若果未能通過之後的鄉試中考取舉人，亦不足以為官。很多生員在功名上未能更進一步，只能回鄉以教書等方法為生。這些在經濟上並不富裕，但在社會上地位稍高於平民的讀書人被稱為「窮秀才」。王实甫的《西厢记》第一本第二折：“奈路途奔驰，无以相馈，量着穷秀才人情只是纸半张。”《儒林外史》第十四回：“我还有个主意，又合着古语説：‘秀才人情纸半张。’”亦省作“ 秀才人情 ”，指窮秀才人情往來，只寫信而無禮物。朱之瑜的《答奥村庸礼书》之十二：“外具湖笔、斗方贰种，真乃秀才人情而已。”
在明清時的中國，生員是地方士紳階層的支柱之一。在地方農村中，農民多半是文盲，秀才則代表了「知書識禮」的讀書人。因為他們在地方官吏前所有的特權，故此經常會作為鄉民與公家之間溝通的渠道。遇上地方上的爭執甚至械鬥，或者平民要與官衙陳情、投訴、打交道，經常都要經過生員出面。而一般平民家中遇有婚禮、喪事，或過年過節，亦有請村中秀才幫忙寫對聯、寫祭文等習慣。
明清時商人多重視教育，其子弟以「童生」参加童生试，考入府、州、縣「廩膳」、「增廣」、「附學」等「生員」不在少數，清代沈垚稱：「非父兄先營事業於前，子弟即無由讀書以致身通顯。」政府還會為其保障「鄉試」的資格，即稱之商籍。

## 諸生
諸生，是古代中国士人的一种称呼，本出《管子·君臣上》：“是以为人君者，坐万物之原，而官诸生之职者也。”最早是指有學問之士人，後引申為眾弟子。明清兩朝是指經考試錄取而進入府、州、縣各級學校學習的生員（俗曰秀才），這些生員又有貢生、監生、增生、附生、廩生、例生、庠生之別，統稱諸生。

### 增生
明初，生員名額有定數，府學四十人，州學三十人，縣學二十人，每人月給米六斗為廩食。後增加人數，不領月米，廩者遂稱廩膳生員，增廣者稱增廣生員，簡稱增生。

### 附生
增生外再增名額，為諸生之末，故稱附學生。

### 廩生
廩生又稱廩膳生，可自公家領取廩米津貼，謂之廩保，其定額甚嚴，每年都要考列三等，通過考試才能保有食廪资格，故為諸生之首，在地方上有一定的地位，童子應試，必須由該縣的廩生保送，乃得入場。文徵明說：「有食廩三十年不得升貢者。」韓邦奇說：「歲貢雖二十補廩，五十方得貢出，六十以上方得選官，前程能有幾何？」故經鄉試、會試、殿試方為正途。

### 餉生
清代捐納貢監， 陳康祺 《郎潛紀聞》卷十一：「康熙十七年，以四方多事，令童生每名納銀四兩，得入院試；秀才每名納銀一百二十兩，名曰餉生……餉生二字頗新。 」

### 其他
在现代越南，“生员”一词仍然被广泛使用，但其意思已经变成了“大学生”。

### 引文
- 葉盛的《水东日记·杨鼎自述荣遇数事》載：“翌日，祭酒率学官诸生上表谢恩。”
- 葉廷琯的《鸥陂渔话·葛苍公传》載：“应童子试，援笔立就如宿构，为诸生，以忠义自许。”

## 武生員
武生員是中國歷史上明清兩代經過本省考試入取府、州、縣學的武童生，俗稱為武秀才。

## 备注
1. ↑  因古稱學校為「庠序」，府學為「郡庠」、州縣學為「邑庠」，學生分別稱為「郡庠生」、「邑庠生」。